# من بعد مزح ولعب
من بعد مزح ولعب، تعتبر هذه الأغنية من التراث الحجازي الأصيل، كتبت كلماتها الشاعرة ثريا قابل ولحنها وغناها الفنان الكبير فوزي محسون في الستينات.

## قصة الأغنية
بدأت القصة حينما كانت الشاعرة ثريا قابل تكتب أغنية لالا وربي لفوزي محسون والتي قررت لاحقاً نقديمها لفنان العرب محمد عبده بعد وساطة الأمير عبدالله الفيصل، حينها توّجب على ثريا قابل تعويض فوزي محسون بكتابة أغنية من بعد مزح ولعب.

## كلماتها
| من بعد مزح ولعب     |  | اهو صار حبك صحيح  |
| وأصبحت مغرم عيون    |  | وامسيت وقلبي طريح |
| واخجل إذا جات عيني  |  | صدفة فعينك واصير  |
| مربوك وحاير في امري |  | من فرحي ابغى اطير |
| توحشني وانت بجنبي   |  | واشتاق لك لو تغيب |
| واحسد عليك حتى نفسي |  | واخشى يمسك غريب   |
| انا الذي كنت اهرج   |  | والكل حولي سكوت   |
| صرت اتلام واسكت     |  | واحسب حساب كل صوت |
| و الله يا احلى عمري |  | فعيوني مالك مثيل  |
| تساوي الروح وتغلى   |  | وتكون عنها بديل   |

## شرح الكلمات
مما يُعرف عن الشاعرة ثريا قابل أنها تكتب قصائدها على فترات متباعدة؛ فقد كتبت قصيدة من بعد مزح ولعب في سنة كاملة.
قالت الأبيات الأولى في زوجها الذي كانت وإياه يلعبان في طفولتهما؛ فقالت:

| من بعد مزح ولعب  |  | اهو صار حبك صحيح  |
| وأصبحت مغرم عيون |  | وامسيت وقلبي طريح |

ولأنها كانت الشاعرة الوحيدة في مجتمع لايقبل إلا الشعراء، وتنادي بحقوق المرأة من قيادة السيارة وغيرها، كانت تُلام ممن حولها؛ فقالت:

| وانا الذي كنت اهرج |  | والكل حولي سكوت   |
| صرت اتلام واسكت    |  | واحسب حساب كل صوت |

وعندما مرض ابنها كانت تضع الكمادات على رأسه، وتقول:

| والله يا احلى عمري |  | فعيوني مالك مثيل |
| تساوي الروح وتغلى  |  | وتكون عنها بديل  |

## مؤديها
غناها في البداية الفنان فوزي محسون ثم طلال مداح وعبادي الجوهر وطلال سلامة. ثم تهافت المغنون على تأديتها مثل ماجد المهندس وعبدالمجبد عبدالله.